# Kuki
Kuki (jap. 久喜市, -shi) ist eine Stadt im Osten der Präfektur Saitama.

## Geographie
Kuki liegt nördlich von Saitama und Hasuda.

## Geschichte
Kuki wurde am 1. Oktober 1971 zur Shi ernannt.

## Kultur und Sehenswürdigkeiten

### Regelmäßige Veranstaltungen
- In Kuki findet jeden Sommer im Juli das Lampionfest von Kuki statt.
- Im Ortsteil Ezura im April und in Ōta im Juli werden shishimai (die japanische Variante der chinesischen wǔshī) veranstaltet.

## Verkehr
- Straße:
  - Tōhoku-Autobahn: Abfahrt Kuki
- Zug:

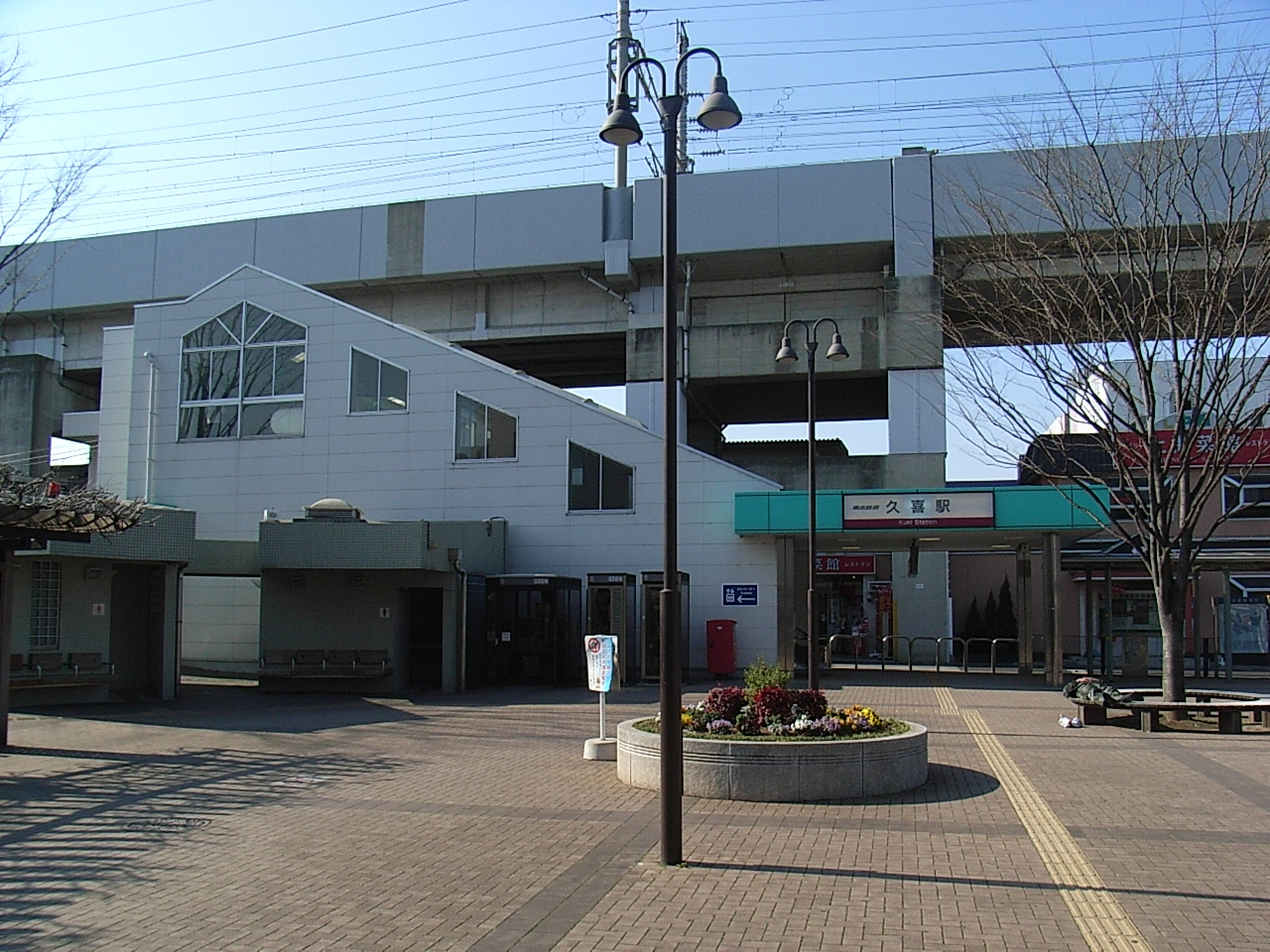
Bahnhof Kuki

  - JR East Utsunomiya-Linie, Bahnhof Kuki, nach Ueno und Utsunomiya
  - Tōbu Railway Isesaki-Linie, nach Isesaki oder Asakusa

## Angrenzende Städte und Gemeinden
- Präfektur Saitama
  - Kazo
  - Satte
  - Kōnosu
  - Okegawa
  - Hasuda
  - Miyashiro
  - Shiraoka
  - Sugito
- Präfektur Ibaraki
  - Koga
  - Goka

## Persönlichkeiten
- Kazuto Ishidō (* 1982), Fußballspieler
- Keita Ishidō (* 1992), Fußballspieler
- Ryōma Aoki (* 1997), Hindernisläufer
- Takeaki Harigaya (* 1998), Fußballspieler